# Truth Be Told, Part 1
Truth Be Told, Part 1 è un EP del cantante statunitense Greyson Chance, pubblicato nel 2012.

## Tracce
1. Sunshine & City Lights – 3:43
2. You Might Be the One – 3:23
3. Leila – 2:49
4. California Sky – 2:52
5. Take My Heart – 2:43